# Изола-Сант-Антонио
Изола-Сант-Антонио (итал. Isola Sant'Antonio, пьем. Ìsola Sant Antòni) — коммуна в Италии, располагается в регионе Пьемонт, в провинции Алессандрия.
Население составляет 778 человек (2008), плотность населения составляет 33 чел./км². Занимает площадь 24 км². Почтовый индекс — 15050. Телефонный код — 0131.
Покровителем населённого пункта считается святой Антоний Падуанский.

## Демография
Динамика населения:

## Администрация коммуны
- Телефон: 0131 857121